# Gäddtjärnen (Los socken, Hälsingland, 684702-146481)
Gäddtjärnen är en sjö i Ljusdals kommun i Hälsingland och ingår i Ljusnans huvudavrinningsområde.